# Pădurea Bălțata (arie protejată)
Bălțata este un sector reprezentativ cu vegetație silvică în raionul Florești, Republica Moldova. Este amplasat în ocolul silvic Cuhurești Bălțata, parcela 4, subparcela 1. Are o suprafață de 2,8 ha. Obiectul este administrat de Gospodăria Silvică de Stat Soroca.